# Silberkaninchen
Die Silberkaninchen sind eine Gruppe von Kaninchenrassen. Gemeinsames Merkmal dieser Rassen ist die Durchsetzung des Fells mit farblosen Haaren, die zur typischen Silberung führt.

## Entstehung der Silberung
Silberkaninchen verdanken ihre Farbgebung der Durchsetzung des Fells mit farblosen Haaren. Zur Bildung dieser Silberhaare kommt es, wenn die vor dem Haarwechsel übliche Einlagerung von pigmentbildenden Zellen in die Haarwurzel unterbleibt. An dieser Stelle wachsen dann weiße Haare nach. Ursache für diesen Defekt ist die Mutation eines Gens, das im deutschen Genetiksystem des Hauskaninchens mit dem Symbol p, im mutierten Zustand je nach Zustand mit P1, P2, P3, bzw. im englischen System mit Si (Wildtyp) und si (Mutante) bezeichnet wird. Das deutsche System trägt in der Symbolwahl (als Großbuchstabe) der Tatsache Rechnung, dass sich die Silberung dominant gegenüber dem Wildtyp verhält.

## Geschichte der Silberkaninchen
Silberkaninchen sind bereits seit mehreren hundert Jahren bekannt. Charles Darwin zitiert eine Schrift von Gervaise Makham aus dem Jahr 1631, in der die Silberung beim Kaninchen beschrieben wird:
 "You shall not, as in other cattell, looke to there shape, but to their richnesse, onely elect your buckes, the largest and goodliest conies you can get; and for the richnesseof the skin, that is accounted the richest which hath the equallest mixture of blacke and white haire together, the blacke rather shadowing the white, the furre should be thicke, deepe, smooth, and shining;. ... the are of body much fatter and larger, and, when another skin is worth two ore three pence, the are worth two shilling."
Übersetzung:
"Man soll nicht, wie bei anderem Vieh auf die Form sehen, sondern auf ihren Wert, man wähle nur die besten Böcke und besten Kaninchen, die man bekommen kann, und für den Wert ihres Fells werden die für die wertvollsten gehalten, die eine gleichmäßige Mischung schwarzer und weißer Haare haben, das schwarze das weiße schattierend, die Felle sollen dick, tief, glatt und glänzend sein ... diese haben einen viel fetteren und größeren Körper, und, wenn ein anderes Fell zwei oder drei Penny wert ist, sind diese zwei Schilling wert."
Darwin selbst schreibt:
"But it is first necessary briefly to describe two other breeds: silver-greys or silver sprigs generally have black heads and legs, and their fine grey fur is interspersed with numerous black and white long hairs. They breed perfectly true, and have long been kept in warrens. When they escape and cross with common rabbits, the product, as I hear from Mr. Wyrley Birch, of Wretham Hall, is not a mixture of the two colours, but about half take the after one parent, and the other half after the other parent. Secondly, chinchillas or tame silver-greys (I will use the former name) have short paler, mouse or slate-coloured fur, interspersed with long blackish, slate-coloured, and white hairs. These rabbits breed perfectly true."
Übersetzung:
"Aber erst ist es notwendig kurz zwei andere Rassen zu beschreiben: Silber-Grau oder Silber-Schmuck(?) haben im Allgemeinen schwarze Köpfe und Beine, und ihr feines graues Fell ist durchsetzt mit zahlreichen schwarzen und weißen langen Haaren. Sie vererben rein und wurden seit langem in Gehegen gehalten. Wenn sie entkommen und sich mit gewöhnlichen Kaninchen kreuzen, ist das Produkt, so hörte ich vom Herrn Wyrley Birch von Wretham Hall, keine Mischung der beiden Farben, sondern ungefähr eine Hälfte kommt nach dem einen Elternteil und die andere Hälfte nach dem anderen Elternteil. Zweitens, die Chinchilla oder zahmen Silbergrauen (Ich benutze den ersten Namen) haben blasser, maus- oder schiefergraues Fell, durchsetzt mit langen, schwärzlichen, schiefergrauen und weißen Haaren. Diese Kaninchen vererben absolut rein."
Offenbar wurde zu dieser Zeit der Name Chinchilla nicht für die Rasse, die man heute so bezeichnet, sondern für das Silberkaninchen benutzt.
Darwin beschreibt auch das Umfärben der Jungtiere:
"... whilst silver-geys are born black and afterwards become sprinkled with white" (.... wohingegen die Silbergrauen schwarz geboren werden und nachher weiß gesprenkelt werden").
Auch in Frankreich waren Silberkaninchen schon seit langer Zeit bekannt, Wischer schreibt, dass die Französischen Silber (s. Helle Großsilber) sich bis zum Beginn des 18. Jahrhunderts zurückverfolgen ließen. Nach Angaben, die er von einem Schuldirektor namens Doussot erhielt, werden Silberkaninchen "erstmalig 1730 in einer landwirtschaftlichen Schrift (identisch mit der von Joppich erwähnten Beschreibung von Deussett??), dann 1765 in der Enzyklopädie der Wissenschaften und 1809 in einer sich eingehend mit diesen Kaninchen befassenden Abhandlung des Abtes François Rozier erwähnt."
Wischer zitiert auch Bonington Mowbray (Franke nennt den Autor John Lawrence) der 1823 schreibt, dass aus Frankreich importierte Silberkaninchen "fast sämtliche damals in der Landschaft Lincolnshire gezüchteten Kaninchen verdrängt hätten" und diskutiert die Möglichkeit, dass die Kleinsilberkaninchen von diesen Importen abstammen. Sandford erwähnt, dass das Silberkaninchen um 1860 in Lincolnshire unter wilden und Gehegekaninchen auftauchte und als "Lincolnshire Sprigs, Millers oder Lincolnshire Silver Greys" bekannt waren.
Nach Deutschland gelangten Silberkaninchen sowohl aus Frankreich (Champagne-Silber) als auch aus Großbritannien (Kleinsilber).

## In Deutschland anerkannte Silberrassen
In Deutschland sind (abgesehen von den Meißner Widder und den silberfarbigen Farbenzwergen) drei Silberrassen anerkannt: Helle Großsilber, Deutsche Großsilber und Kleinsilber.

### Helle Großsilber
Der Helle Großsilber ist eine mittelgroße Rasse (4,5–5,5 kg) mit dunkelblauer Unterfarbe und silberfarbener (bläulichweiße) Deckfarbe. In der Deckfarbe sind schwarze Stichhaare gleichmäßig verteilt. Die Jungtiere sind vor der Umfärbung blauschwarz gefärbt. Die Rasse stammt aus Frankreich, wo sie in der Champagne gezüchtet wurde.
Nach Deutschland eingeführt wurde das Helle Großsilber 1911 von Nestler (Dresden) unter der Bezeichnung Champagne-Silber die kurze Zeit später in Französische Riesen-Silberkaninchen geändert wurde, was angesichts der Tatsache, dass es sich um eine mittelgroße Rasse handelte, ein unglückliche Namenswahl war. Joppich beschreibt, dass die ursprünglich eingeführten Tiere eine dunklere Farbe der Extremitäten (Ohren, Masken, Augenringe, Läufe und Blume) aufwiesen (Vergleiche auch Darwins Beschreibung des Silberkaninchens).
Bis 1942, als die Umbenennung zu Helle Großsilber erfolgte, war die Rasse, für die bald das Zuchtziel einer gleichmäßigen Silberung erreicht, wurde als Französische Silber bekannt. Der Helle Großsilber teilt damit das Schicksal des Japanerkaninchens, beide Rassen sollten offenbar den Bezug zum jeweiligen Kriegsgegner verlieren.
Die in Deutschland angestrebte gleichmäßige Silberung wich offenbar soweit von den Zuchtzielen anderer Länder ab, dass in den Bewertungsbestimmungen für Rassekaninchen in sozialistischen Ländern ein Französisches Silber neben dem Hellen Großsilber aufgeführt wurde. Bei dieser Rasse wurden die kürzer behaarten Körperpartien (Schnauze, Augenringe, Ohren, Läufe und Blume) als etwas dunklere Abzeichen verlangt. Der heutige Europastandard kennt den Hellen Großsilber als Großsilber, hell, daneben existiert der Champagnesilber in einer Schweizer und einer französischen Zuchtrichtung.

### Deutsche Großsilber
Das Deutsche Großsilber ist ebenfalls eine mittelgroße Kaninchenrasse, mit einem Gewicht von 4,25 bis 5,25 kg ist es geringfügig leichter als das Helle Großsilber. Die gleichmäßige Silberung wird durch weißgespitzte Grannenhaare hervorgerufen. Es sind sowohl die helle, mittlere als auch dunkle Silberung zugelassen.
Diese Rasse ist (ursprünglich im schwarzen Farbenschlag) von G. Stein und weiteren Züchtern in Detmold durch Kreuzung von schwarzen Kleinsilbern und "verschiedenen schwereren Rassen" (Wischer) als "Germania-Silber" entwickelt worden. Mit dem Tod von Stein, so schreibt Joppich, war das Schicksal des Germania-Silber besiegelt. Parallel zu den Detmolder Bemühungen züchtete Friedrich Nagel in Neudietendorf aus Kleinsilbern und wahrscheinlich Blauen Wienern eine große Rasse von (blauen) Silberkaninchen, die er "Blaue Groß-Silber" nannte.
Anfangs erfolgten auch viele Kreuzungen zwischen den Deutschen Großsilbern und den Französischen Silbern, bis eine Reinzucht und Trennung der Rassen erfolgte.
Heute sind die Deutschen Großsilber in folgenden Farbschlägen zugelassen: schwarz-silber, havanna-silber, gelb-silber, blau-silber und graubraun-silber.
In anderen Ländern wird nicht zwischen Hellen Großsilbern und Deutschen Großsilbern unterschieden, die hellen Tiere werden dort, wie beim Kleinsilber, als Farbenschlag geführt.

### Kleinsilber
Das Kleinsilber ist, wie der Name andeutet, eine kleine Kaninchenrasse mit einem Gewicht von 2,5 bis 3,25 kg. Es stammt aus England, geht also wahrscheinlich auf die von Darwin und Sandford erwähnten Gehegekaninchen aus Lincolnshire zurück. Die Einfuhr nach Deutschland erfolgte um 1880. Über die weitere Entwicklung der Rasse in Deutschland finden sich in der Literatur nur wenige Angaben.
Das Kleinsilberkaninchen ist heute in Deutschland in folgenden Farbenschlägen anerkannt: hell-silber, schwarz-silber, havanna-silber, gelb-silber, blau-silber und graubraun-silber.

### Champagne-Silber-Kaninchen
Die Champagne-Silber-Kaninchen sind besonders in der Schweiz verbreitet. Diese Rasse ist im Schweizer Standard bereits seit 1895 anerkannt. Entstanden sind sie aus Riesen- und Garennekaninchen. Die Champagne-Silber-Kaninchen sind vielerorts wegen des Fleisches geschätzt, da sie sehr wenig Fett ansetzen und in nur 3,5 Monaten ein Gewicht von 3,5–4 kg erreichen. Ihr Aussehen ist fast dasselbe wie bei den Hellen Großsilbern. Nur dass sie ca. 4,5–5,2 kg schwer werden und einige nuancierte schwarze Stellen an Schnauze, Ohrenrändern, Füßen und an der Augenringeinfassung haben. Ihr Name auf Französisch ist argenté de Champagne. Sie verdanken ihren Namen, weil sie aus der Champagne in Frankreich herkommen. In der Champagne wurden auch die ersten Silberkaninchen gezüchtet, von wo sie schließlich in alle Welt verbreitet wurden.

## Ähnliche Rassen
Die Silberung des Fells zeigt auch der Meißner Widder, der aufgrund der typischen Ohrenhaltung und Kopfform aber zu den Widderkaninchen gestellt wird. Silberfarbige Farbenschläge sind auch bei den Farbenzwergen anerkannt.